# Надвојвода
Надвојвода (немачки: Erzherzog, женски род: Erzherzogin) је племићка титула, женски род гласи надвојвоткиња. По рангу ова титула изнад војводе, а испод краља. Ову титулу су користили само принчеви династије Хабзбурга од 1453. до 1918. године.
Област којом надвојвода влада назива се надвојводство.

## Извор
- Немачки речник Јакоба и Вилхелма Грима